# Противоречие
Противоре́чие (также контрадикторность) — отношение двух понятий или суждений, каждое из которых является отрицанием другого.
В формальной логике противоречие считается недопустимым согласно закону противоречия. Однако, как показали Кант (антиномии) и Гегель, противоречие есть необходимый этап и результат всякого реального мышления — познания. Если у Канта, и в метафизике вообще, логическое противоречие трактуется как феномен, появляющийся в мышлении в силу его несовершенства или его неправомерного использования (границы применимости), то у Гегеля, Маркса, в диалектике противоречие рассматривается как необходимая логическая форма, в которой осуществляется развитие мышления, познания вообще (см. диалектическое противоречие).
Противоречие - ключевое понятие ТРИЗ
Следует отличать:
- отношение противоречия (контрадикторности) — это есть установление взаимоисключающего отношения. Например, как отношение «белое» и «не-белое». "Противоречащей противоположность будет: а) в случае, если одно из противоположных высказываний общее, а другое – частное, и б) в случае, когда оба противоположных высказывания единичные. Например, высказывания «все планеты имеют атмосферу» и «некоторые планеты не имеют атмосферы» находятся между собой в отношений противоречащей противоположности: они друг другу противоположны, т.е. одно из них утверждает об одном классе предметов то, что об этом же классе предметов в то же самое время отрицает другое, но при этом одно из них – общее («все планеты имеют атмосферу»), другое же – частное «некоторые планеты не имеют атмосферы»). Другой пример противоречащей противоположности: «эта звезда – Сириус» и «эта звезда – не Сириус». Здесь оба противоположных высказывания – единичные, т. е. относятся к одному единственному предмету.[2]"
- отношение противоположности (контрарности) — это есть не взаимоисключающее отношение. Например, как отношение «белое» и «черное». "Контрарной противоположность будет в том случае, если противоположные высказывания оба общие. Например, высказывания «все пауки – насекомые» и «ни один паук не есть насекомое» находятся между собой в отношении контрарной противоположности: и утверждение и отрицание являются здесь высказываниями общими."[3]